# Michelle McCool
Michelle Leigh McCool (* 25. ledna 1980) je americká profesionální wrestlerka, která je nejvíce známá pro svoje působení ve WWE.
Původně pracovala jako učitelka na střední škole v Palatce na Floridě. K WWE se připojila v roce 2004 po tom, co se účastnila soutěže Diva Search. Na televizních obrazovkách se ukazovala zejména jako osobní trenérka a příležitostná wrestlerka. Také se stala manažerkou týmu K. C. James a Idola Stevense. Na show Great American Bash se stala Divas šampionkou a svůj titul si podržela pět měsíců. Na další show, The Bash, získala i Women's titul, čímž se stala první divou, která získala dva tituly najednou.

## Media
5. listopadu 2007 se objevila v šesti epizodách seriálu Family Feud a 6. února 2008 v epizodě Project Runway společně s Candice Michelle, Mariou Kanellis, Torrie Wilson, Kristal a Laylou El. S Johnem Cenou si zahrála v show Best Damn Sport Period. Navíc se v lednu 2009 objevila ve vydání magazínu Muscle&Fitness – spolu s Maryse a Eve.

## Osobní život
Před tím než nastoupila na střední školu, hrála Michelle hodně softball. Později získala magisterský titul v oboru vzdělávání z Florida State University. Oba její rodiče pracovali ve vzdělání – její matka byla učitelka a otec dozorce. Má staršího bratra který je profesionální fotbalista.
Michelle byla vdaná za Jeremy Louis Alexander, se kterým chodila na střední škole. Pár se rozvedl v roce 2006. Později si vzala svého kolegu, wrestlera Marka Calaway, lépe známý jako The Undertaker. Vzala si ho 26. června 2010 v texaském Houstonu.
Michelle McCool je křesťanka. Její wrestlingové oblečení má na sobě křesťanský kříž. Při wrestlingu se několikrát zranila; v listopadu 2007 si během WWE tour zlomila nos při špatně provedeném chvatu od Victorii, dvakrát byla hospitalizována, zlomila si žebra, zlomenou hrudní kost a nohu. Když se rozhodla WWE opustit řekla, že její noha byla zlomená dva měsíce.

## Ve wrestlingu
Zakončovací chvaty
- Simply Flawed and Floored (Big boot)
- Wings Of Love – 2008
- Faith Breaker – 2008-2011
- MADT – Make a Diva Tap (Heel look) – 2008-2011
- Final Exam – 2005-2008

Manažeři
- Chuck Palumbo
- Cherry
- Vickie Guerrero
- Layla
- Alicia Fox

Theme songy
- "Move It Up" od Billy Lincoln
- "Not Enough for Me" od Jim Johnston

## Úspěchy a ocenění
Pro Wrestling Illustrated
- PWI jí zařadilo jako #1 v žebříčku PWI Female 50 v roce 2010

- PWI Žena Roku 2010

World Wrestling Entertainment
- WWE Divas Championship (1krát)

- WWE Women´s Championship (2krát)
- Slammy Award za Diva Roku 2010